# Melamphaes papavereus
Melamphaes papavereus is een straalvinnige vissensoort uit de familie van de grootschubvissen (Melamphaidae). De wetenschappelijke naam van de soort is voor het eerst geldig gepubliceerd in 2016 door Kotlyar.